# Pegueroles
Pegueroles es una entidad de población española del municipio de Navés, perteneciente a la provincia de Lérida, en la comunidad autónoma de Cataluña. En 2022, la entidad singular de población tenía empadronados veinte habitantes y el núcleo de población, los mismos.